# 福井県立藤島高等学校の人物一覧
福井県立藤島高等学校人物一覧 （ふくいけんりつふじしまこうとうがっこうじんぶついちらん）
福井県立藤島高等学校の主な出身者・関係者など。

## 明道館（明新館）
- 松平春嶽 - 明道館創始者、第14代越前福井藩主（幕末の四賢侯の一人）。新政府内国事務総督、民部官知事、民部卿、大蔵卿
- 橋本左内 - 蘭方医（適塾で緒方洪庵に師事）、明道館学監心得（洋書習学所設置）
- 由利公正 - 政治家。新政府徴士参与（金融財政政策）・会計事務掛・御用金穀取締。五箇条の御誓文起草者。東京府知事。岩倉具視遣欧使節随行員。民撰議院設立建白書署名者。元老院議官、貴族院議員。有隣生命保険会社初代社長
- 関義臣 - 政治家。亀山社中・海援隊士。昌平坂学問所舎長、大阪府権判事、鳥取県権令、大審院検事、徳島県知事、山形県知事、貴族院議員
- 日下部太郎 - 第一号海外留学生（米国ラトガース大学）
- 横井小楠 - 明道館講師、熊本藩士（松平春嶽の政治顧問）
- ウィリアム・グリフィス - 明新館理科教師（日本初の米国式理科実験室を設置）
- 青山貞 - 内務省官僚。参与職内国事務局判事、東京府大参事、司法大書記官、秋田県知事、元老院議官、貴族院議員
- 坪井信良 - 蘭方医。明道館洋書習学所講師、福井藩医、幕府奥医師、お玉が池種痘所設立、東京府病院長
- 村田氏寿 - 政治家。明道館講師、福井藩大参事、福井県参事、岐阜県権令、内務大丞兼警保頭（神風連の乱を鎮定）
- 中沢岩太 - 化学者。京都帝国大学理工科大学初代学長、京都高等工芸学校初代校長

## 福井中学

### 文化人
- 多田裕計 - 小説家、俳人。芥川賞
- 中野重治 - 小説家、詩人、参議院議員
- 深田久弥 - 小説家、登山家。読売文学賞
- 森山啓 - 小説家。新潮文芸賞
- 皆吉爽雨 - 俳人。蛇笏賞
- 吉田正俊 - 歌人（アララギ派）。迢空賞、読売文学賞
- 高田博厚 - 彫刻家、文筆家。日本美術家連盟委員、日本ペンクラブ理事、東京芸術大学講師、カンヌ国際映画祭日本代表
- 堀田清治 - 洋画家。日展文部大臣賞
- 宇野重吉 - 俳優、演出家（劇団民藝創設者）
- 吉田喜重 - 映画監督。フランス芸術文化勲章オフィシエ章、芸術選奨文部大臣賞
- 島田墨仙 - 日本画家。日本芸術院賞

### 学者
- 南部陽一郎 - 理論物理学者（素粒子研究の世界的権威）、シカゴ大学名誉教授。ノーベル物理学賞、ウルフ賞、文化功労者、文化勲章
- 藤田良雄 - 光学者（恒星分光学）、東京大学理学部教授、日本学士院院長。日本学士院恩賜賞受賞
- 横山英太郎 - 電気工学者(実用無線通信を世界で初めて開発)。日本学士院賞
- 平瀬作五郎 - 植物学者（イチョウ精子の発見者）。日本学士院恩賜賞
- 小葉田淳 - 歴史学者（貨幣史・鉱山史・貿易史）、京都大学文学部教授。日本学士院賞、文化功労者
- 榊原仟 - 東京女子医科大学医学部教授（心臓外科の世界的権威）。朝日賞、武田医学賞
- 藤野厳九郎 - 東北帝国大学医学部専門部教授（魯迅の「藤野先生」のモデル）
- 蘆田伊人 - 歴史地理学者、東京帝国大学史料編纂掛所属
- 松下圭一 - 政治学者（大衆社会論、地方自治論）、法政大学名誉教授。吉野作造賞
- 河村重治郎 - 英語学者、英語辞書編纂者（研究社新英和大辞典、三省堂クラウン英和・和英辞典の編纂）
- 斉藤豊治 - 法律学者（刑法、甲南大学名誉教授）[要出典]
- 塚田孝 - 歴史学者（刑法、大阪市立大学名誉教授）[要出典]

### 政治家
- 岡田啓介 - 第31代内閣総理大臣（拓務大臣・逓信大臣兼務、在任中二・二六事件で襲撃される）。連合艦隊司令長官、海軍大臣、海軍大将
- 植木庚子郎 - 衆議院議員。法務大臣、大蔵大臣。大蔵省主計局長、専売局長官
- 牧野隆守 - 衆議院議員。労働大臣、内閣官房副長官。通産官僚
- 熊谷太三郎 - 参議院議員。科学技術庁長官、第10代福井市長。熊谷組社長

### 官僚
- 品川主計 - 内務省官僚、日本交通会長、東横タクシー社長、読売ジャイアンツ球団社長
- 織田智 - 内務官僚、山形県知事、千葉県市川市長
- 天谷直弘 - 通産審議官、資源エネルギー庁長官、電通総研社長。石橋湛山賞

### 裁判官
- 石田和外 - 第5代最高裁判所長官、第2代全日本剣道連盟会長
- 栗山茂 - 最高裁判所判事、ベルギー大使

### 軍人
- 生田乃木次 - 日本海軍士官、戦闘機操縦士
- 長井満 - 海軍少将。佐伯海軍航空隊司令、第二特別攻撃戦隊司令官
- 長谷川清 - 海軍大将（A級戦犯容疑で一時拘留）
- 松尾伝蔵 - 陸軍軍人。瀬島龍三の岳父（二・二六事件で義兄岡田啓介の身代わりとして射殺される）

### 財界
- 三田村甚三郎 - 福井新聞創業社長、衆議院議員、武生町長、有限責任信用組合武生金庫初代組合長、武岡軽便鉄道株式会社取締役、第五十七国立銀行監査役、取締役
- 前田栄次郎 - 建設業、実業家

## 福井高等女学校
- 奥むめお（福井高等女学校卒業） - 参議院議員（平塚らいてう・市川房枝らと新婦人協会結成）。主婦連合会創設
- 平岩弓枝 - 作家（日本女子大付属高等女学校から疎開で福井高等女学校に在籍）

## 藤島高等学校

### 文学
- 俵万智 - 歌人。角川短歌賞、現代歌人協会賞、紫式部文学賞、若山牧水賞
- 荒川洋治 - 詩人。H氏賞、高見順賞、読売文学賞、講談社エッセイ賞、萩原朔太郎賞、小林秀雄賞
- 大島昌宏 - 歴史小説家。新田次郎文学賞、中山義秀文学賞
- 谷崎由依 - 小説家、翻訳家。文學界新人賞
- 舘有紀 - 小説家、医師。第10回日本海文学大賞小説部門大賞、らいらっく文学賞
- 殊能将之 - 推理作家。メフィスト賞
- 八木敏雄 - 翻訳家（エドガー・アラン・ポー）。成城大学名誉教授（アメリカ文学）
- 裕夢 - ライトノベル作家

### 音楽
- 小松長生 - 指揮者。ウクライナ共和国黄金十字章
- 夏代孝明 - シンガーソングライター

### 芸術
- 石川九楊 - 書家、書道史家。京都精華大学教授・同大学表現研究機構文字文明研究所所長。サントリー学芸賞（思想・歴史部門）、毎日出版文化賞、大佛次郎賞
- 吉川壽一 - 書家。奎星賞、毎日書道展グランプリ
- 山本圭吾 - 映像作家。京都精華大学教授、映像メディア研究所所長

### 工芸
- 永田美保子 - ステンドグラス作家（中世ヨーロッパ技法）

### スポーツ
- 中垣内祐一 - バレーボール選手（新日鉄・全日本）、コーチ（全日本）、監督（堺ブレイザーズ・全日本）
- 廣部好輝 - バドミントン日本代表（2011年）、日本ユニシス所属、全日本総合選手権大会ダブルス準優勝（2010年）、オーストリア国際ダブルス準優勝（2009年）、全日本社会人大会ダブルス優勝（2008年）
- 荒川優 - 陸上選手、スポーツクラウド社長、スプリントコーチ

### 芸能
- 大久保昌一良 - シナリオライター
- 名倉加代子 - 振付家、日本ジャズダンス芸術協会専務理事、日本振付家協会理事、名古屋芸術大学客員教授。舞踊批評家協会賞
- 寺島幹夫 - 声優（科学忍者隊ガッチャマンのベルクカッツェ役）、俳優、脚本家
- 中村優子 - 女優。ブエノスアイレス映画祭主演女優賞、ヨコハマ映画祭助演女優賞
- 中嶋宏太郎 - 俳優（劇団前進座）
- 八木正幸 - タレント、お笑い芸人
- 近藤冨士雄 - フリーアナウンサー、元NHKアナウンサー
- 中山由佳 - 元福島中央テレビアナウンサー
- 馬場のぶえ - 元広島テレビ放送アナウンサー
- 佐々木紀代子 - フリーアナウンサー、元フジテレビアナウンサー
- 瀬戸弘司 - 舞台俳優、YouTuber
- 松田朋恵 - フリーアナウンサー、元フジテレビアナウンサー
- 道上美璃 - NHKアナウンサー
- 揚原妃織 - 福井放送アナウンサー
- 南後杏子 - TBSアナウンサー

### 学芸
- 岸由一郎 - 鉄道博物館学芸員

### メディア
- 田崎史郎 - 政治評論家、元時事通信社解説委員

### 経済
- 野路國夫 - コマツ（株式会社小松製作所）代表取締役社長（兼）CEO
- 元谷芙美子 - アパホテル株式会社取締役社長
- 中島伸子 - 井村屋グループ代表取締役社長
- 冨田圭潤 - カーチスホールディングス代表取締役社長
- 加藤浩晃 - アイリス株式会社共同創業者・取締役副社長CSO、東京医科歯科大学臨床教授、眼科医
- 久野修慈 - 塩水港精糖株式会社取締役会長、元大洋漁業取締役、元横浜大洋ホエールズ社長、中央大学理事長
- 道下眞弘 - 株式会社UMNファーマ代表取締役会長、株式会社パシフィック・リム・ベンチャーズ取締役
- 西辻一真 - 株式会社マイファーム代表取締役（社会貢献型農園ビジネス）
- 円山法昭 - 住信SBIネット銀行代表取締役社長、元SBIモーゲージ代表取締役社長
- 上田輝彦 - ワールドインテリジェンスパートナーズジャパン株式会社代表取締役
- 平井良典 - AGC株式会社 代表取締役 兼 社長執行役員 CEO

### 政治
- 坂川優 - 福井県議会議長、第15代福井市長
- 笹木竜三 - 衆議院議員、文部科学副大臣
- 松宮勲 - 衆議院議員、元通商産業省大臣官房審議官
- 橋本達也[1] - 前あわら市長
- 佐々木康男 - あわら市長、元福井県観光営業部長
- 山田賢一 - 越前市長、元福井県副知事

### 行政
- 天谷直昭 - 国土交通省近畿運輸局長
- 五十嵐崇博 - 内閣官房水循環政策本部事務局長、応用地質副社長
- 森隆志 - 気象庁長官（第29代）、気象庁気象防災監（第4代）[2]
- 山本信一郎 - 宮内庁長官、内閣府事務次官

### 法曹
- 高木文堂 - 外国法事務弁護士
- 黒川康正 - 資格三冠王（弁護士、公認会計士、通訳）
- 高橋省吾 - 元判事、弁護士（山梨芙蓉法律事務所）、山梨学院大学院法務研究科教授

### 学術
- 吉田豊信 - 東京大学名誉教授、大学院工学系研究科マテリアル工学専攻教授
- 似田貝香門 - 東京大学名誉教授、人文社会系研究科教授、元東京大学副学長
- 斎藤成也 - 国立遺伝学研究所教授、東京大学大学院理学系研究科生物科学専攻教授（兼任）
- 児嶋眞平 - 元京都大学総合人間学部教授、前福井大学学長
- 山崎昭 - 一橋大学名誉教授、元慶應義塾大学経済学部特別招聘教授
- 加藤直三 - 大阪大学大学院工学研究科地球総合工学専攻教授
- 森安孝夫 - 大阪大学名誉教授
- 小林紘二郎 - 元大阪大学大学院工学研究科生産科学専攻教授、若狭湾エネルギー研究センター所長
- 高宮建一郎 - 元東京工業大学生命理工学部教授、日本光合成研究会会長
- 高島英幸 - 東京外国語大学総合国際学研究院言語文化部門言語研究系教授
- 葛野尋之 - 一橋大学大学院法学研究科長、同日本ヨーロッパ法政研究教育センター長
- 小泉令三 - 福岡教育大学教育学部教授
- 林泰成 - 上越教育大学学長
- 櫻川昌哉 - 慶應義塾大学経済学部教授
- 山田治徳 - 早稲田大学大学院公共経営研究科教授
- 葛野浩昭 - 立教大学観光学部交流文化学科教授
- 西山忠範 - 武蔵大学経済学部長
- 佐々木閑 - 花園大学文学部教授。日本印度学仏教学会賞、鈴木学術財団特別賞
- 三谷宏治 - 金沢工業大学虎ノ門大学院主任教授
- 吉岡芳夫 - 金沢工業大学工学部電気系電気電子工学科教授
- 石川昭義 - 名古屋経済大学人間生活科学部教授
- 宮永憲明 - 大阪大学レーザーエネルギー学研究センター教授
- 白崎博公 - 玉川大学工学部機械情報システム学科教授
- 坂野仁 - 東京大学名誉教授、福井大学特命教授

### 医療
- 中村耕三 - 東京大学大学院医学系研究科感覚・運動機能医学講座（整形外科学）教授
- 平石秀幸 - 獨協医科大学消化器内科教授
- 廣田誠一 - 兵庫医科大学病理学教授
- 前田健康 - 新潟大学医歯学総合研究科教授
- 菅原利夫 - 岡山大学歯学部教授